# Жукова, Анастасия Геннадьевна
Анастасия Геннадьевна Жукова (род. 8 ноября 1974, Новгород) — сенатор Российской Федерации, член Совета Федерации (с 2021), вошла в Комитет Совета Федерации по социальной политике. Представитель Совета Федерации при Президенте РФ по правам ребёнка (с 11 октября 2023 года).
Из-за поддержки нарушения территориальной целостности Украины во время российско-украинской войны находится под персональными международными санкциями Евросоюза, США, Великобритании и ряда других стран.

## Биография
Родилась 8 ноября 1974 года в Новгороде, в 1997 году окончила Новгородскую государственную сельскохозяйственную академию (НГСА) и начала работу в организационном отделе аппарата губернатора и правительства Чукотского автономного округа. В 1998 году окончила Санкт-Петербургский экономический колледж, с 2002 по 2003 год работала одновременно в анадырском отделении банка Московский деловой мир и возглавляла отдел в Департаменте промышленной и сельскохозяйственной политики Чукотки, затем до 2012 года управляла Чукотским отделением Пенсионного фонда. С 2012 года отвечала за социальную политику региона в должности заместителя и первого заместителя губернатора, в 2016 году назначена региональным уполномоченным по правам человека и исполняющим обязанности уполномоченного по правам ребёнка. В 2021 году избрана от «Единой России» в Думу Чукотского автономного округа и 1 октября того же года наделена полномочиями сенатора Российской Федерации — представителя от Думы Чукотского автономного округа.